# Ella Purnell
Ella Purnell, född 17 september 1996 i London, är en brittisk skådespelerska. Hon har bland annat medverkat i filmerna Never Let Me Go och Maleficent.

## Filmografi i urval
| År   | Titel                                     | Roll             |
| ---- | ----------------------------------------- | ---------------- |
| 2010 | Never Let Me Go                           | Unga Ruth        |
| 2010 | Ways to Live Forever                      | Kayleigh         |
| 2011 | Candy                                     | Candy            |
| 2011 | Intruders                                 | Mia              |
| 2013 | Kick-Ass 2                                | Dolce            |
| 2014 | Maleficent                                | Teen Maleficent  |
| 2014 | Wildlike                                  | MacKenzie        |
| 2016 | Miss Peregrines hem för besynnerliga barn | Emma Bloome      |
| 2016 | Legenden om Tarzan                        | Unga Jane Porter |
| 2017 | Churchilll                                | Helen Garrett    |
| 2017 | Access All Areas                          | Mia              |
| 2018 | UFO                                       | Natalie          |
| 2021 | Army of the Dead                          | Kate Ward        |